# Антарктическая полярная акула
Антарктическая полярная акула (лат. Somniosus antarcticus) — вид рода полярных акул семейства сомниозовых акул отряда катранообразных. Обитает в южной части Тихого, Индийского и Атлантического океана. Встречается на глубине до 1150 м. Максимальный зарегистрированный размер 438 см. Размножается яйцеживорождением. Не представляет интереса для коммерческого рыболовства.

## Ареал
Антарктические полярные акулы обитают в южных частях Тихого, Индийского и Атлантического океанов у побережья Австралии, Новой Зеландии и ЮАР. Эти акулы встречаются у дна на континентальном и островном шельфе и в верхней части на глубине от 485 до 1150 м.

## Описание
Максимальный зарегистрированный размер составляет 438 см. Количество позвонков 36—38. Антарктические полярные акулы отличаются от тихоокеанских полярных акул тем, что расстояние между спинными плавниками у них составляет около 80 % от дистанции между кончиком рыла и жабрами (против 70 %), высота первого спинного плавника равна около 3 % от прекаудального расстояния (против 3,7 %), а высота второго спинного плавника — 2,9 % (против 3,4 %) соответственно, число витков кишечного клапана равно 36—41, в среднем 39 (против 32—37, в среднем 33), количество позвонков в туловищном отделе составляет 30—31 (против 28—30).
До 2004 года считалась разновидностью гренландской полярной акулы.

## Биология
Антарктические полярные акулы размножаются яйцеживорождением. Размер новорожденных около 40 см. У побережья Тасмании и острова Маккуори в желудках антарктических полярных акул в 80 % обнаруживали головоногих, в 47 % — рыб, в 33 % — морских млекопитающих, в 7 % — птиц и в 13 % — прочая добыча.

## Взаимодействие с человеком
Вид не представляет интереса для коммерческого промысла. Иногда в качестве прилова попадает в тралы и на крючок. Данных для оценки Международным союзом охраны природы статуса сохранности вида недостаточно.